# Epirhyssa kurilensis
Epirhyssa kurilensis là một loài tò vò trong họ Ichneumonidae.